# صموئيل إدواردز (سياسي)
صموئيل إدواردز (بالإنجليزية: Samuel Edwards)‏ هو محامي وسياسي أمريكي، ولد في 12 مارس 1785 في الولايات المتحدة، وتوفي في 21 نوفمبر 1850 في تشيستر في الولايات المتحدة. حزبياً، نشط في الحزب الديمقراطي. وقد انتخب عضو مجلس نواب بنسيلفانيا وانتخب عضو مجلس النواب الأمريكي.